# Ланцетта, Мария Кармела
Мария Кармела Ланцетта (итал. Maria Carmela Lanzetta; 1 марта 1955, Маммола, провинция Реджо-Калабрия, Калабрия) — министр по делам регионов и автономий в правительстве Ренци (2014 −2015).

## Биография
Владелица аптеки в Монастераче (провинция Реджо-Калабрия, Калабрия), в 2006 году стала мэром этого города и зарекомендовала себя бескомпромиссным борцом с ндрангетой. Ушла в отставку в июле 2013 года после того, как её аптеку сожгли, а машину изрешетили из дробовика. Однако, объяснила своё решение не страхом, а разочарованием в политике, «поскольку она заставляет думать о стратегии, а не о проблемах людей». Став последователем известного политика Демократической партии Пиппо Чивати, была приглашена в правительство Ренци и заняла кресло министра без портфеля по делам регионов и автономий.
26 января 2015 года подала в отставку с министерской должности, приняв предложение губернатора Калабрии Марио Оливерио о работе в правительстве региона (указ президента Республики о принятии отставки был подписан 30 января 2015 года). Тем не менее, от должности асессора в региональном правительстве она в итоге также отказалась, поскольку в списке новых асессоров значился некий Нино Де Гаэтано, в отношении которого в прошлом проводило расследование подразделение Корпуса карабинеров по борьбе с организованной преступностью ROS по подозрению в «продаже голоса», и вернулась к работе в своей аптеке в Монастераче.
Критики напоминают, что в своей политической биографии Ланцетта получала поддержку избирателей только в маленьком городке Монастераче с населением менее 5000 человек. При этом в 2006 году за неё проголосовали 62 % горожан, а в 2011 ей оказали доверие только 35 % земляков, и она обошла ближайшего соперника лишь на 51 голос. У жителей Монастераче накопились претензии к Ланцетта как мэру, но после обстрела её машины в ночь с 28 на 29 марта 2012 года ей была предоставлена охрана, а такие политики национального уровня, как Пьер Луиджи Берсани, Рози Бинди, Эльза Форнеро и Сузанна Камуссо оказали ей личную поддержку.

## Семья
Замужем за Джованни Скарфо (Giovanni Scarfò), инженером, специалистом по электронике, преподавателем, режиссёром директором Синематеки Калабрии. Имеет двоих детей.